# Аннабург
Аннабург (нім. Annaburg) — місто в Німеччині, розташоване в землі Саксонія-Ангальт. Входить до складу району Віттенберг.
Площа — 224,19 км2. Населення становить 6528 ос. (станом на 31 грудня 2021).